# Вузькорот мозамбіцький
Вузькорот мозамбіцький (Breviceps mossambicus) — вид земноводних із роду Вузькорота жаба родини Вузькороті.

## Опис
Загальна довжина досягає 3,4—4,6 см. Спостерігається статевий диморфізм: самиця більша за самця. Відрізняється короткою головою, майже пласкою мордою, кінець якої ледь видається, маленьким ротом, спрямованими вперед очима, надзвичайно щільною будовою тіла. Кінцівки дуже короткі і до ліктьового й колінного суглобів приховані в шкірі тулуба, проте вони сильно розвинені. На п'ятах знаходиться великий лопатоподібний мозоль із загостреним краєм, що служить для риття.
Спина має брудно-червоно-буре забарвлення, з боків — жовто-буре. Може бути одноколірним або вкритим різного роду чорними плямами. Завжди є коса чорна смужка, яка тягнеться від ока униз і назад. Черево брудно-біле з великою чорною плямою на горлі.

## Спосіб життя
Полюбляє савани, місцини з рясною рослинністю, рідколісся, передгір'я. зустрічається на висоті до 1800 м над рівнем моря. У великих кількостях з'являється після дощу. Несприятливий час року проводить зарившись. Вдень ховається під камінням або поваленими стовбурами дерев. Живиться безхребетними, перш за все, термітами та мурахами.
Самці під час шлюбного сезону видають дуже голосні звуки. Самиця відкладає у сферичну камеру під землею до 22 яєць. Розвиток відбувається всередині яйця від 6 до 8 тижнів. З них виходять вже маленькі жабенята.

## Поширення
Мешкає у Демократичній Республіці Конго, Танзанії, Мозамбіку, Замбії, Зімбабве, Есватіні, Малаві, Південно-Африканській республіці.